# František Vižďa
František Vižďa (* 7. července 1969 Brno) je český politik a vysokoškolský pedagog, v letech 2010 až 2018 zastupitel města Brna (v letech 2010 až 2014 také radní města), v letech 2002 až 2010 a opět v letech 2014 až 2018 zastupitel Městské části Brno-Žebětín, člen ODS.

## Život
V letech 1983 až 1987 vystudoval brněnské gymnázium na Vídeňské a následně v letech 1987 až 1992 magisterský obor fyzika pevných látek na Přírodovědecké fakultě Masarykovy univerzity. Ve studiu na téže fakultě dále pokračoval v letech 1992 až 1997, a to v doktorském oboru vlnová a částicová optika. Docentem byl jmenován v roce 2003.
Od roku 1994 působí na Vojenské akademii, respektive Univerzitě obrany v Brně, kde vede přednášky a cvičení na Katedře matematiky a fyziky Fakulty vojenských technologií. Zabývá se optikou tenkých vrstev, zejména optickými vlastnostmi vrstevnatých struktur, které nacházejí uplatnění v optickém průmyslu. Je autorem nebo spoluautorem řady skript a odborných prací.
František Vižďa je ženatý a má jednu dceru. Žije v Brně, konkrétně v Městské části Brno-Žebětín.

## Politické působení
Je členem ODS. Ve straně působí také jako předseda Místního sdružení ODS Brno-Žebětín a místopředseda Oblastního sdružení ODS Brno-město.
Do politiky vstoupil, když byl v komunálních volbách v roce 2002 zvolen jako nestraník za subjekt „Nestraníci pro Moravu“ do Zastupitelstva Městské části Brno-Žebětín. Mandát zastupitele městské části obhájil ve volbách v roce 2006 už jako člen ODS. V roce 2010 však s obhajobou neuspěl. O opětovný zisk mandátu zastupitele městské části se pokusil v komunálních volbách v roce 2014 a uspěl. Ve volbách v roce 2018 však již nekandidoval.
V komunálních volbách v roce 2002 usiloval také jako nestraník za subjekt „Nestraníci pro Moravu“ o vstup do Zastupitelstva města Brna, ale neuspěl. Nepodařilo se mu to ani jako členovi ODS v roce 2006. Zvolen tak byl až v roce 2010. V listopadu 2010 se navíc stal neuvolněným radním města. Od roku 2010 také předsedá Komisi pro výchovu a vzdělávání, je místopředsedou Komise informatiky a Komise životního prostředí. Dále působí jako člen Finančního výboru. V komunálních volbách v roce 2014 vedl kandidátku ODS a byl tak kandidátem strany na post brněnského primátora. Mandát zastupitele města obhájil. Ve volbách v roce 2018 opět obhajoval na kandidátce subjektu "ODS s podporou Svobodných" post zastupitele města, ale tentokrát neuspěl. V komunálních volbách v roce 2022 kandiduje jako člen ODS do Zastupitelstva města Brna, a to na kandidátce subjektu „SPOLEČNĚ - ODS a TOP 09“.
V krajských volbách v roce 2004 kandidoval jako nestraník za subjekt „Nestraníci pro Moravu“ (NPM) v rámci koalice „NPM + Sdružení nezávislých kandidátů“ do Zastupitelstva Jihomoravského kraje, ale neuspěl.
Ve volbách do Evropského parlamentu v roce 2004 kandidoval na 8. místě za „Sdružení nestraníků“, ale rovněž neuspěl.